# Montcabrer (Mariola)
El Montcabrer és el cim més alt de la serra de Mariola. Situat al terme municipal de Cocentaina (el Comtat) i amb 1.390 metres d'altitud, és el tercer cim més alt de la província d'Alacant, per darrere de l'Aitana i el Puig Campana.
El seu nom prové del fet que antigament els ramaders duien a pasturar les cabres al Montcabrer. És per això que tota la zona considerada de penya encara és propietat d'una antiga associació de ramaders de Cocentaina.

## Ascensions
En cotxe, cal prendre el camí asfaltat que partix des de les proximitats de l'antiga estació del Nord de Cocentaina. Es va ascendint entre pinedes i cases de camp fins que es perd l'asfalt, sobre la cota dels 900 m. Des d'eixe punt es continua amb camí bo, però de terra, ja dins del Parc natural de la Serra de Mariola. El camí acaba a les ruïnes del mas de Llopis. Des d'allí, cal seguir una senda ben marcada que du, en uns 45 minuts, fins al cim del Montcabrer.